# برنارد ملك إيطاليا
برنارد (797 - 17 أبريل 818)؛ كان ملك اللومبارديون منذ 810 حتى 818 بالمناصفة مع جده شارلمان، ولكن مع مشاركته في مؤامرة ضد عمه وخليفة جده لويس التقي والتي تسببت إلى قتله في 818؛ وخلفه ابن عمه لوثر الأول في 822.
هو ابن غير الشرعي لـ بيبين ملك اللومبارديون، رغم كونه غير شرعي إلا أن جده شارلمان سمح له أن يرث أملاك والده في إيطاليا بعد وفاته، وهو ابن الثالثة عشر عاماً، تزوج من امرأة تدعى كونيغوندا ولهما ابن واحداً بيبين كونت فرماندوا ولد في 817 عندما برنارد كان في العشرين من العمر.